# Кужнур (Новотор'яльський район)
Кужну́р (рос. Кужнур, марій. Кужнур) — присілок у складі Новотор'яльського району Марій Ел, Росія. Входить до складу Чуксолинського сільського поселення.

## Населення
Населення — 55 осіб (2010; 73 у 2002).
Національний склад (станом на 2002 рік):
- марійці — 89 %